# 联邦公共服务部

比利時聯邦政府与联邦公共服务部的徽章

在比利时，自始于1999年的行政改革“哥白尼改革”（荷蘭語：Copernicushervorming）以来，“联邦公共服务部”（简称FOD，简称SPF，简称FÖD）与“联邦公共规划服务部”（简称POD，简称SPP，简称ÖPD）的称呼取代了之前的“部”（荷蘭語：Ministerie）。不过由于汉语习惯，各联邦公共服务部与联邦公共规划服务部在汉语中惯译“联邦……部”或是沿用“……部”的译名。目前国防部是比利时各部中唯一一个未从“部”改称为“联邦公共服务部”或“联邦公共规划服务部”的，不过比利时联邦政府网站已将其归类为“联邦公共服务部”。